# Wande Abimbola
Wándé Abímbọ́lá , (nasceu em 26 de junho de 1932 em Oió, Nigéria) é um acadêmico nigeriano, um professor de língua iorubá e literatura e antigo vice-chanceler da Universidade de Ifé (agora Obafemi Awolowo University), e também atuou como o líder da maioria no Senado da República Federal da Nigéria. 
Ele foi empossado como Àwísẹ Awo Àgbàyé em 1981 pelo oni de Ifé de uma recomendação de um conclave de Babalaôs da Iorubalândia na África Ocidental.

## Início de vida
Nascido em 1932 na cidade histórica de Oió, Nigéria, o Awise vem de uma família de portadores de títulos tradicionais. Seu falecido pai, Abimbola Irocô, um caçador de renome e corajoso guerreiro cujas façanhas ainda estão sendo comemoradas por artistas orais IJALA, foi o assipadê (Líder da Comunidade de Ogum) de Oió até sua morte em 1971. Sua mãe, uma sacerdotisa de Xangô, ainda está física e mentalmente bem com a idade de 110 anos.

## Estudos acadêmicos
Abimbola recebeu seu primeiro diploma em História pela Universidade de Ibadan, em 1963 quando era uma faculdade da Universidade de Londres. Ele recebeu seu mestrado em linguística da Northwestern University, Evanston (Illinois), em 1966, e seu Ph.D. em literatura iorubá da Universidade de Lagos em 1971. Abimbola foi o primeiro PhD graduado pela Universidade de Lagos. Ele tornou-se Professor Titular em 1976.
A formação acadêmica do Awise é muito enraizada nas tradições orais. Ele era um aprendiz  entoando Ifá e arte oral antes de começar a escolaridade formal. O Awise Awo Agbaye lecionou em três universidades nigerianas, nomeadamente a Universidade de Ibadan 1963-5, Universidade de Lagos de 1966–72, e a Universidade de Ifé de 1972-91. Ele também ensinou em diversas universidades norte-americanas, incluindo a Universidade de Indiana, Amherst College, Universidade de Harvard, Universidade de Boston, Universidade de Colgate, e mais recentemente, na Universidade de Louisville. Professor Abimbola escreveu muitos livros sobre Ifá e da cultura iorubá.

## Experiência profissional

### Administração universitária
- 1982–1990 Vice-Chanceler, Universidade de Ilê-Ifé (agora Obafemi Awolowo University).
- 1977-1979 Decano, Faculdade de Artes, Universidade Obafemi Awolowo , Ilê-Ifé.
- 1975-1977; 1979–80; 1981-82 Diretor, Departamento de Línguas e Literaturas Africanas, Universidade Obafemi Awolowo, Ilê-Ifé. (Wande Abimbola foi o fundador deste departamento.)